# Honda CBF-1000
Honda CBF-1000 je model motocyklu, vyvinutý firmou Honda. Řada motocyklů Honda CBF je určena především pro začátečníky. V roce 2004 představila Honda, vedle šestistovky Honda CB-600S Hornet, i klidnější model Honda CBF-600, navržený s důrazem na bezpečnost, ovladatelnost a cenu. Po úspěchu tohoto modelu v roce 2006 představila litrový model řady CBF se stejným zaměřením, ale vyšším výkonem a pohodlím.
Základem zůstal jednoduchý páteřový rám použitý i u CBF-600, ovšem vyztužený pro stokoňový výkon. Díky stejnému rámu zůstává CBF1000 relativně malou motorkou. Vzhledově se liší také dvojicí oválných koncovek výfuků v nerezu.
Sedlo je výškově nastavitelné v rozmezí 78–81 cm, plexištít s možností zvýšení o 5 cm a řídítka s možností nastavení výšky a náklonu. Stupačky jsou umístěny tam, kam se noha intuitivně zvedne.
Přístrojová deska je také do jisté míry podobná přístrojům CBF600, ale o dost sportovněji pojatá.
Jak je u značky Honda běžné, nemá motocykl v základu hlavní stojan, ale pouze "policajta", tedy stojan vedlejší, jenž je vybaven pojistkou proti rozjezdu s vysunutým stojánkem, kdy při zařazení rychlostního stupně přeruší zapalování motoru, který se vypne.

## Technické parametry
- Rám: jednoduchý páteřový
- Suchá hmotnost: 220 kg
- Pohotovostní hmotnost: 245 kg
- Maximální rychlost: 228 km/h
- Spotřeba paliva: 6,0 l/100 km